# Carla Cassia Souza Silva
Carla Cassia “Carlinha” Souza Silva (São José dos Campos, 22 de fevereiro de 1987) é uma jogadora de futebol brasileira.
Foi campeã da Copa Libertadores em 2013 e 2014.